# Tiruvalla
Tiruvalla est une ville indienne située dans le district de Pathanamthitta, dans l'État du Kerala. En 2011, sa population était de 52 883 habitants.

## Source de la traduction
- (en) Cet article est partiellement ou en totalité issu de l’article de Wikipédia en anglais intitulé « Tiruvalla » (voir la liste des auteurs).